# 白云山 (四川)
白云山（资中白云山风景名胜区）为省级风景名胜区，位于内江市资中县境内，面积56平方公里。有大面积茂密的森林，是川中地区的“绿色明珠”。主景区白云峡长6公里，两崖峭壁千仞，怪石嶙峋， 林木参天，藤草密布。湖面宽50-200米，湖水清澄碧绿，水鸟成群，具有“奇中透幽，幽中含奇”的诱人魅力，宜于泛舟游峡。白云山有“川中小青城”之称，有108个山头，峰峦叠翠，连绵起伏，上下森林密布，林海茫茫，幽谷深壑纵横交错，悬崖绝壁随处可见。最高峰海拔733米，相对高差达430米。区内有人工湖泊4个。 

## 景区组成
白云山景区还同资中重龙山（国家2A级景区）、灯树坪、杉树坳等多个景区联合组建了资中旅游新线路。 重龙山上有永庆寺（寺内藏品以黄庭坚的《幽兰赋》碑最为名贵）和杀端方纪念物“文命诞敷”牌楼。山上有唐、宋摩岩石刻造像160龛，佛像1648尊。寿音阁依山而建，新建的重龙阁屹立在山顶，登阁俯瞰，资中城廓江山尽收眼底。重龙阁系隋唐蓬莱阁旧址，1992年按仿古建筑重建，此阁占地面积666平方米，阁面宽18米，通高27米，由于高大雄伟，外形颇象武汉黄鹤楼，因而人称川中黄鹤楼。重龙山下有“清代一条街”，保存完好，是难得的清代建筑集中地。